# عبد العزيز العليوه
عبد العزيز سعود العليوه (مواليد 11 فبراير 2004) هو لاعب كرة قدم سعودي يلعب حاليًا في نادي النصر.

## روابط خارجية
- عبد العزيز العليوه على موقع قاعدة بيانات كرة القدم.إي يو (الإنجليزية)
- عبد العزيز العليوه على موقع Soccerway.com (الإنجليزية)